# 木兰花 (电影)
《木兰花》（英語：Magnolia）是一部1999年美國史詩心理劇情片，导演保罗·托马斯·安德森，主演朱丽安·摩尔、威廉姆·霍尔·梅西、汤姆·克鲁斯、约翰·克里斯托弗·赖利、菲利普·塞默·霍夫曼、杰森·罗巴兹等。
湯姆·克魯斯因此片獲得金球獎最佳男配角和奧斯卡獎提名。2023年，爛番茄滿25週年特別專題中，本片在該站名列「影評家選出過去25年的最佳電影」排行榜第16名。

## 剧情
该片讲述“一个垂死父亲、少妇、男看护、迷失的儿子、坠入爱河的警察、资优生、过气的天才、益智节目主持人、叛逆女儿”这群不同品质和性格的人物所共同组成由天意和人力所造成的事情。

## 演出
| 演员                 | 角色            |
| 朱丽安·摩尔          | 琳达·帕特里奇   |
| 威廉姆·霍尔·梅西     | 唐尼·史密斯     |
| 汤姆·克鲁斯          | 弗兰克·麦基     |
| 约翰·克里斯托弗·赖利 | 官僚吉姆        |
| 菲利浦·贝克·霍尔     | 吉米            |
| 菲利普·塞默·霍夫曼   | 菲尔·帕尔玛     |
| 杰森·罗巴兹          | 厄尔            |
| 阿尔弗雷德·莫里纳    | 所罗门          |
| 梅罗拉·沃特斯        | 克劳迪娅·威尔逊 |
| 路易·古茲曼          | 路易斯          |
| 菲丽西提·霍夫曼      | 辛西娅          |

## 奖项
該片榮膺多個獎項的提名與得獎，包括金球獎、奧斯卡獎、格萊美獎等，最終榮獲2000年第50屆柏林影展金熊獎，湯姆克魯斯亦憑借此片贏得金球獎最佳電影男配角。